# San Girolamo dei Croati
A San Girolamo dei Croati egy római címtemplom Olaszországban.

## A templom bíboros protektorai
- Prospero Santacroce 1566.február 8. - 1570. április 12.
- Felice Peretti (V. Szixtusz pápa) 1570. június 9. - 1585. április 24.
- Alessandro Damasceni Peretti 1585. június 14. - 1585. április 24.
- Pedro de Deza 1587. április 20. - 1597. augusztus 18.
- Simeone Tagliavia d'Aragonia 1587. augusztus 18. - 1600. február 21.
- Felice Centini 1612. szeptember 12 - 1613. augusztus 12.
- Matteo Priuli 1616. október 17. - 1621. június 23.
- Giovanni Delfino 1621. június 23. - 1622. augusztus 23.
- Pázmány Péter 1632. május 31. - 1637. március 19.
- Girolamo Buonvisi 1657. április 23. - 1670. február 21.
- Felice Piretti di Montalvo 1570. november 20. - 1585. március 24.
- Kollonich Lipót 1689. november 14. - 1707. január 20.
- Cornelio Bentivoglio 1720. április 15. - 1727. június 25.
- Leandro Porzia 1728. május 10. - 1728. szeptember 20.
- Sinitaldo Doria 1731. december 17. - 1733. december 2.
- Giacomoi Oddi 1745. április 5. - 1756. január 12.
- Pietro Paolo de Conti 1759. november 19. - 1763. március 25.
- Franziskus Herzan von Harras 1780. december 11. - 1782. szeptember 13.
- Francesco Carrara 1785. április 11. - 1791. április 11.
- Cesare Brancadoro 1801. július 20. - 1820. május 29.
- Gabriel della Genga Sermattei 1836. november 21. - 1861. február 10.
- Antonio Maria Panebianco 1861. szeptember 30. - 1861. december 23.
- Giuseppe Andrea Bizzarri 1863. március 19. - 1875. július 5.
- Luigi Serafini 1877. március 20. - 1888. június 1.
- Serafino Vannutelli 1889. február 11. - 1893. június 12.
- Schlauch Lőrinc 1894. május 21. - 1902. július 10.
- Andrea Aiuti 1903. november 12. - 1905. április 28.
- Frantisek Salesky Bauer 1912. december 2. - 25 November 1915. november 25.
- Raffaele Scapinelli di Leguigno 1916. december 7. - 1933. szeptember 16.
- Santiago Luis Copello 1935. december 19. - 1959. december 14.
- Gustavo Testa 1959. december 17. - 1969. február 28.
- Paolo Bertoli 1973. március 5. - 1979. június 30.
- Franjo Kuharić 1983. február 2. - 2002. március 11.
- Josip Bozanić 2003. október 21. – hivatalban